# Kóan
Kóan (japonsky 公案, čínsky kung-an, korejsky kong-an) je krátký iracionální příběh obsahující nelogickou „hádanku“, která osvobozuje mysl od zavedených konceptů a umožňuje ji zakusit okamžik "před myšlením". Název pochází z nejznámější sbírky čínských zenových kóanů Brána bez dveří, čínsky Wumenguan (無門關 [Wúménguān]
(pchin-jin)/[Wu-men-kuan] (O. Švarný)), sinojaponsky Mumonkan (無門関 [Mumonkan]). Sbírka sestává ze čtyřiceti osmi „případů“ (původní význam čínského termínu gong´an, sinojaponského kóan; 公案) s autorovým často paradoxním nebo ironickým komentářem a závěrečným čtyřverším, gáthou. Autorem sbírky byl mnich a učitel Wu-men Chuej-kchaj (Wumen Huikai) (1183–1260).

## Smysl a význam kóanů
Oldřich Král kóany popisuje jako z principu jednoduché, často eliptické a enigmatické záznamy dialogických promluv či jednání učitelů a žáků, mistrů a jejich rivalů. Pointy promluv a jednání jsou často v otázce a odpovědi, ale i v odmlce, nebo jen v gestu. Pointy vždy otevřené, často paradoxní, svou paradoxní otevřeností prolamují logiku a konvenci očekávaného jednání a předsudečného poznání. Ústně tradované kóany nezprostředkovávaly žádná moudra ani principy, jak to činily především konfuciánské, ale do značné míry i taoistické příběhy, na které čínští buddhisté navazovali; písemně zaznamenané a literárně zpracované kóany neměly literární ambice. Byl to psychologický nástroj, kterým učitel opakovaně naváděl žáka nebo protivníka do jisté duchovní a mentální situace, ze které nebylo jiného východiska nežli vyjít z myslitelného a rozumného.
Výše zmíněné pojetí je však jen pochopením. To je však čistě racionální pohled západního vzdělance, který je pro kóanovou praxi naprosto bezcenný. Pravým smyslem kóanové praxe je získat zkušenost s "myslí před myšlením" (s "myslí Nevím") a jsou návodem k tomu, jak tuto zkušenost použít v reálném životě. Spolu s vedením učitele, dodržováním předpisů a jednáním na základě zkušenosti s kóanovou praxí tvoří jasný rámec pro "správné působení", což je jiné jméno pro správný život.
Jsou zadávány mnichům, studentům zenu, jako předmět meditace. Řešení takového kóanu může zabrat i několik let a nastane teprve tehdy, když žák pochopí jisté principy a dosáhne určité duchovní úrovně. Když se tomu tak stane, řešení kóanu je „nad Slunce jasné“.[zdroj⁠?!]

## Několik známých kóanů
- Kdo jsem? Nevím.
- Jak vypadala tvoje tvář před narozením tvých rodičů?
- Oči, kterýma vidím Boha, jsou stejnýma očima, kterýma Bůh vidí mě. Ukaž mi tyto oči.
- Poté co vstoupíš do svého domu, nech, ať dům vstoupí do tebe.
- Já a ty jsme se potkali před mnoha a mnoha miliony let. Řekni mi, kde jsme se potkali!
- Jak zní potlesk jedné ruky? (隻手の声/隻手音声)
- Goso pravil: „Kdybych to chtěl vysvětlit na příkladu, je to jako by kráva procházela zamřížovaným oknem. Rohy, hlava, tělo a čtyři nohy jsou již skrz. Proč neprojde její ocas?“
- Kam jde světlo žárovky, když se zhasne?
- Žák se zeptal mistra: „Co je osvícení?“ Mistr odpověděl: „Když jsi hladový, tak jez. Když jsi unaven, spi!“
- Světlo a tma jsou vzájemně na sobě závislé. A ty?
- Mnich se zeptal mistra Kegona: „V jakém stavu se vrací osvícený do světa?“ Na to Kegon: „Jednou rozbité zrcadlo již nikdy nezrcadlí, jednou spadané listí se nevrátí k původní větvi.
- Dva jdou cestou.
Jeden nezmokne.
Ach, tento podzimní déšť!

## V kultuře
V kóanech mluví několik postav v americkém seriálu Hvězdná brána, např. Oma Desala.